# Elihu Root
Elihu Root (Clinton, EUA – Nova York 1937) fou un polític estatunidenc, que arribà a la Secretaria d'Estat nord-americana, guardonat amb el Premi Nobel de la Pau el 1912.

## Joventut i estudis
Nasqué el 15 de febrer de 1845 a la ciutat de Clinton, situada a l'estat nord-americà de Nova York, fill d'un professor de matemàtiques. Va estudiar al Hamilton College de Clinton i es graduà en Dret per la Universitat de Nova York.

## Vida política
Fou membre del Partit Republicà dels Estats Units i ocupà diversos càrrecs en el govern de William McKinley, sent nomenat Secretari per la Guerra (1899-1903), i de Theodore Roosevelt, sent nomenat Secretari d'Estat (1905-1909). Posteriorment fou nomenat senador republicà per l'Estat de Nova York entre 1909 i 1915.
En les seves tasques polítiques fou el responsable de l'ampliació de l'Acadèmia de West Point i va establir el Col·legi de Guerra de l'Armada dels Estats Units. Així mateix, el 1923, fou un dels fundadors de l'Institut Americà de Lleis.
Anteriorment havia estat membre del Tribunal de Fronteres d'Alaska (1903), conseller de la Comissió de Pesca de l'Atlàntic Nord (1910), president de la Fundació Carnegie per a la Pau Internacional (1910-1925) i membre del Tribunal Permanent d'Arbitratge (1910). Va participar com a jurista en la creació del Tribunal Permanent de Justícia Internacional, depenent de la Societat de Nacions (1920-1921).
El 1912 fou guardonat amb el Premi Nobel de la Pau pels seus treballs, com a Secretari d'Estat Americà, en favor d'aconseguir la pau mundial mitjançant l'arbitratge i la cooperació.
Elihu Root morí el 7 de febrer del 1937 a casa seva, a la ciutat de Nova York.
El mont Root, a la frontera entre Alaska i la Colúmbia Britànica duu el nom en record seu.

## Obres escrites
- Citizen's Part in Government. Yale University Press, 1911.
- Experiments in Government and the Essentials of the Constitution. Princeton University Press, 1913.
- Addresses on International Subjects. Harvard University Press, 1916.
- Military and Colonial Policy of the United States. Harvard University Press, 1916.
- Miscellaneous Addresses. Harvard University Press, 1917.
- Men and Policies: Addresses by Elihu Root. Harvard University Press, 1925.